# Eddie Howe
Edward John Frank „Eddie“ Howe (* 29. November 1977 in Amersham) ist ein ehemaliger englischer Fußballspieler und langjähriger -trainer des AFC Bournemouth. Seit dem 8. November 2021 ist er Cheftrainer von Newcastle United.

## Spielerkarriere
Eddie Howe begann seine Spielerlaufbahn beim englischen Drittligisten AFC Bournemouth. Mit seiner Mannschaft verbrachte er die nächsten Jahre in der Football League Second Division, ehe in der Saison 2001/02 der Abstieg in die vierte Liga erfolgte. Daraufhin wechselte Howe zum Zweitligisten FC Portsmouth. In der von Harry Redknapp trainierten Mannschaft sorgte eine schwere Knieverletzung für eine monatelange Verletzungspause. Nach zwischenzeitlichen Ausleihen an Swindon Town und seinen Ex-Verein AFC Bournemouth kehrte Eddie Howe im November 2004 auf fester Vertragsbasis nach Bournemouth zurück. Im Sommer 2007 beendete er seine Spielerkarriere aufgrund anhaltender Kniebeschwerden vorzeitig.

## Trainerkarriere

### AFC Bournemouth (2009–2011)
Am 1. Januar 2009 übernahm Howe interimsweise den Trainerposten in Bournemouth, nachdem Jimmy Quinn entlassen worden war. Am 19. Januar 2009 gab der Viertligist die Verpflichtung von Howe bis zum Saisonende bekannt. Nach dem Klassenerhalt in der Football League Two 2008/09 führte der 31-jährige Trainer seinen Verein 2009/10 zur Vizemeisterschaft hinter Notts County und erreichte damit den Aufstieg in die dritte Liga.

### FC Burnley (2011–2012)
Am 16. Januar 2011 gab der Zweitligist FC Burnley die Verpflichtung von Eddie Howe bekannt. Zu diesem Zeitpunkt stand Howe mit dem Aufsteiger aus Bournemouth auf dem vierten Platz der Football League One 2010/11. Mit dem Premier-League-Absteiger aus Burnley beendete er die Football League Championship 2010/11 auf dem achten Tabellenplatz. Nachdem er die anschließende Spielzeit mit Burnley lediglich auf dem dreizehnten Tabellenrang beendet hatte und auch der Start in die Saison 2012/13 nicht besser verlaufen war, entschied sich Howe am 12. Oktober 2012 aus familiären Gründen zu einer Rückkehr zum AFC Bournemouth.

### AFC Bournemouth (2012–2020)
Der zu seiner Amtsübernahme auf einem Abstiegsplatz befindliche Verein erreichte dank siebzehn Partien ohne Niederlage die Play-off-Ränge und letztendlich als Vizemeister der Football League One 2012/13 den Aufstieg in die zweite Liga. In der Football League Championship 2013/14 führte er den Aufsteiger auf einen guten zehnten Tabellenplatz.
In der Saison 2014/15 gelang ihm mit Bournemouth erstmals in der Vereinsgeschichte der Aufstieg in die Premier League. Am letzten Spieltag verdrängte man den FC Watford auf Platz 2 und sicherte sich die Meisterschaft. Für diese Leistung wurde er zum Trainer des Jahres von der League Managers Association gewählt, der erste Trainer außerhalb der Premier League seit 2006. Der Preis wurde ihm vom damaligen Liverpool-Manager Brendan Rodgers überreicht.
Eine weitere Ehre wurde Eddie Howe während der Saison zuteil: Er wurde von der Football League zum Manager of the Decade gewählt, obwohl er von den 10 Jahren nur 6 Jahre als Manager gearbeitet hatte.
Howe wurde für seine Erfolge und seine attraktive Spielweise vielerorts gelobt, darunter auch von seinem Vorgänger als Manager des AFC Bournemouth, Harry Redknapp. Nachdem der Klub am Ende der Saison 2019/20 den Klassenerhalt verpasst hatte, trennten sich Howe und Bournemouth Anfang August 2020 „in gegenseitigem Einvernehmen“.

### Newcastle United (seit 2021)
Am 8. November 2021 übernahm er den Premier-League-Verein Newcastle United, der fünf Punkte Rückstand auf einen Nichtabstiegsplatz hatte, als Nachfolger von Steve Bruce. Der Klub war kurz zuvor von einem saudi-arabischen Konsortium übernommen worden. Howe erhielt einen Vertrag für zweieinhalb Jahre bis Sommer 2024. Howe konnte das Team stabilisieren und eine exzellente Rückrunde absolvieren (Dritter in der Rückrundentabelle). In der Abschlusstabelle der Saison 2021/22 belegte der Verein den elften Platz. In der Saison 2022/23 konnte sich die Mannschaft als Vierter für die UEFA Champions League 2023/24 qualifizieren, erstmals seit 2002/03.

## Erfolge
Vereine
- Englischer Ligapokalsieger: 2025 (Newcastle United)
- Englischer Zweitligameister und Aufstieg in die Premier League: 2015 (AFC Bournemouth)
- Aufstieg in die Championship: 2013 (AFC Bournemouth)
- Aufstieg in die League One: 2010 (AFC Bournemouth)

Individuell
- Englands Fußballtrainer des Jahres: 2015
- Manager of the Decade der Football League (2015)

## Privates
Eddie Howe ist verheiratet und hat zwei Kinder. Seit seiner Jugend ist er Anhänger des FC Everton.